# Jean-Édouard Spenlé
Jean-Édouard Spenlé, né le 20 janvier 1873 à Mulhouse, Alsace (à l'époque annexée à l'Empire allemand) et mort à Nyon (Suisse) le 21 mars 1951, est un universitaire et germaniste français.

## Biographie
Après avoir été professeur de littérature étrangère à l'université d'Aix-Marseille de 1911 à 1920, il devient de 1920 à 1932 professeur de littérature allemande contemporaine à l'université de Strasbourg. Il termine sa carrière universitaire comme recteur de l'Académie de Dijon de 1932 à 1940
Spenlé a pris publiquement position très tôt en faveur de Hitler et du national-socialisme. Plusieurs articles parus en Allemagne et en France en témoignent, dont Les assises morales de l'Allemagne hitlérienne, Mercure de France, no 879, février 1935, p. 449-481, et L'esprit nouveau dans l'Université allemande, Mercure de France, no 954, 15 mars 1938, p. 449-476. Son livre sur Nietzsche de 1943 contient des positions racistes affirmées.
Il a consacré ses recherches à l'œuvre de Nietzsche, dont il est considéré comme étant l'un des meilleurs connaisseurs en France.

## Publications
- Novalis. Essai sur l’idéalisme romantique en Allemagne, Paris, Hachette, 1904 ; à lire sur wikisource.
- Rahel. Histoire d’un salon romantique en Allemagne, Paris, Hachette, prix Marcelin Guérin de l’Académie française en 1911.
- L’Allemagne des Hohenzollern, Paris, Berger-Levrault, 1919.
- La pensée allemande, Paris, Armand Colin, 1934.
- Nietzsche et le problème européen, Armand Collin, 1943.
- Les Grands Maîtres de l’humanisme européen (l'Université de Paris, Érasme, Voltaire, Goethe, Nietzsche, Carl Spitteler, Rilke), avec une préface de Gaston Bachelard, Paris : Éditions Corrêa, 1952.